# Cultura de Vanuatu
En este artículo se presenta un panorama de la cultura de Vanuatu.

## Sistema social y costumbres

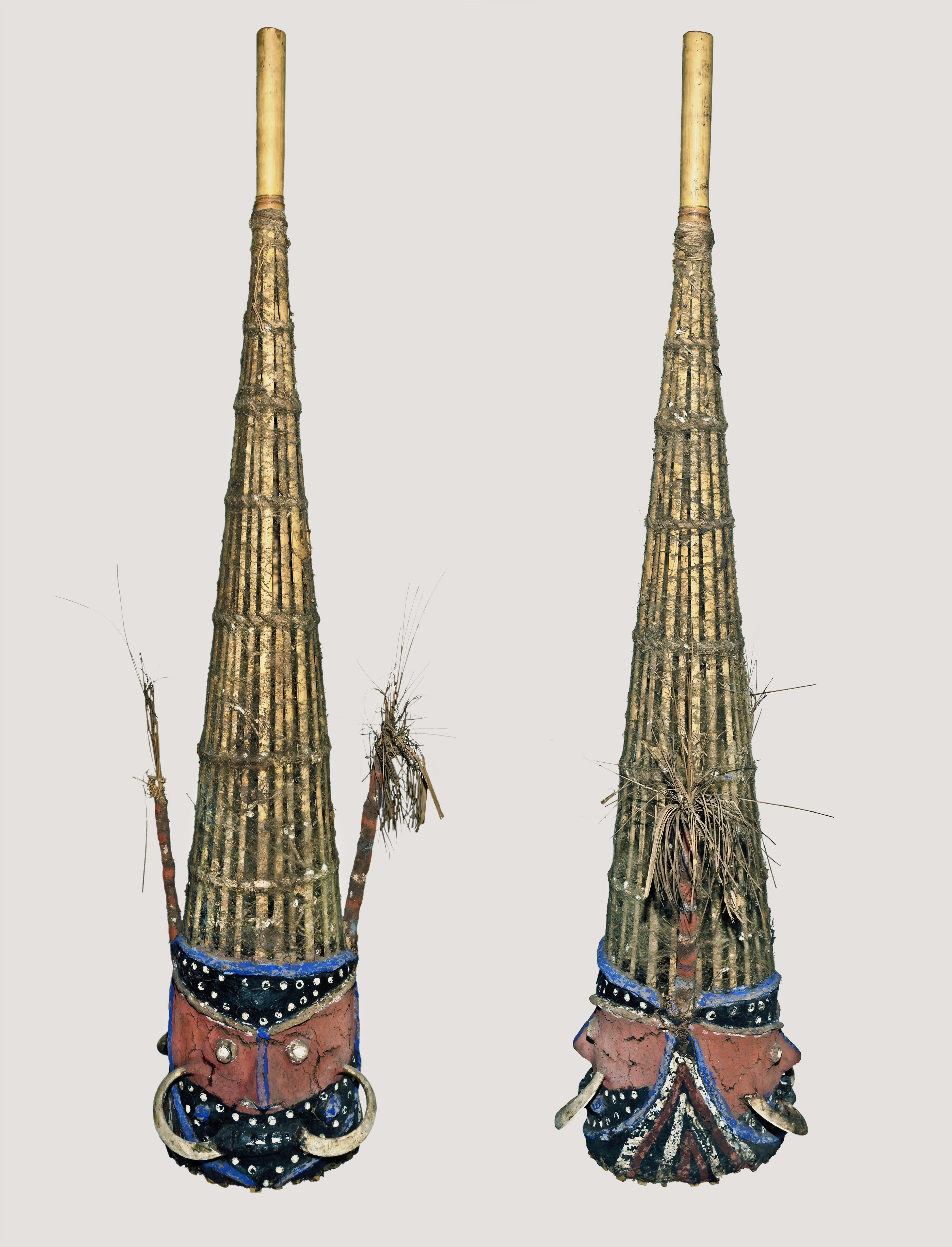
Máscara funeraria del.

La cultura de Vanuatu conserva una fuerte diversidad a través de las variaciones locales y a través de la influencia extranjera. Vanuatu se puede dividir en tres regiones culturales. En el norte, la riqueza está establecida por cuánto se puede regalar. Los cerdos, particularmente aquellos que tienen colmillos redondos, son considerados un símbolo de riqueza a lo largo de Vanuatu. En el centro, dominan más sistemas culturales melanesias. En el sur, un sistema que implica concesiones de título con privilegios asociados se ha desarrollado.
Los hombres jóvenes son sometidos a varias ceremonias de mayoría de edad y rituales para iniciarlos a la edad adulta, usualmente incluyendo la circuncisión.

## Literatura
Hay pocos autores prominentes ni-Vanuatu, pero la activista de los derechos de la mujer Grace Mera Molisa, que murió en 2002, alcanzó notabilidad internacional como una poeta muy descriptiva.

## Deportes
El críquet es muy popular en Vanuatu. Hay 8000 jugadores de críquets registrados. El deporte varía en función del género de los involucrados. El Handball es considerado un "deporte de chicas" y los varones juegan al Rugby.

## Gastronomía
La gastronomía de Vanuatu incorpora el pescado, hortalizas de maíz como la malanga y el ñame, frutas, y vegetales. La mayoría de las familias de islas cultivan alimentos en sus jardines.
Las papayas, las piñas, mangos, plátanos, y las patatas dulces son abundantes en gran parte del año. La leche de coco y la crema son utilizados para saborear muchos platos.
La mayoría de los alimentos son cocinados con piedras calientes o por medio de ebullición o cociendo al vapor; muy poca comida se fríe.

## Medios de comunicación
El único periódico de publicación diaria en Vanuatu es el Vanuatu Daily Post, fundado en 1993. La mayoría de los  periódicos de Vanuatu son semanarios, como el Pentecost Star o L'Hebdo du Vanuatu.
Television Blong Vanuatu es el único canal de televisión de Vanuatu, fundado en 1993 y que transmite en inglés y francés.